# Scherzo
Scherzo ['skerʦo] (Mehrzahl Scherzi) ist eine seit 1781 bestehende Bezeichnung für eine rasche ausgelassene musikalische Satzform im 3/4- oder 3/8-Takt und einer der vielen Italianismen der deutschen Musiksprache.

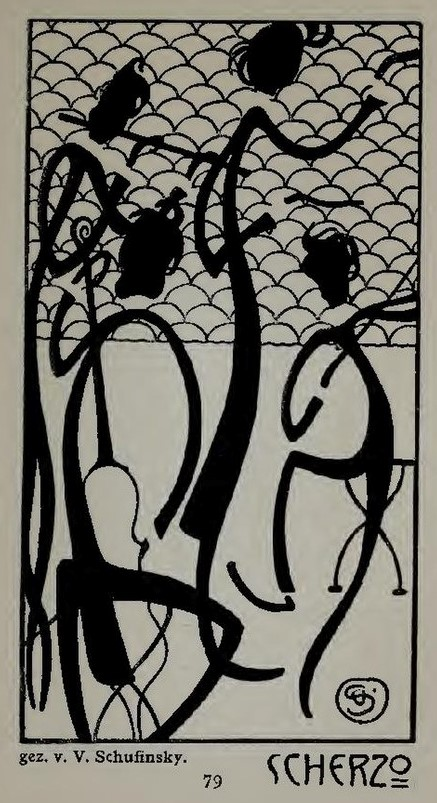
Viktor Schufinsky: Scherzo (1902)

Das Scherzo (italienisch; „Scherz, Spaß“) ist seit Joseph Haydns Streichquartetten op. 33 und später bei Ludwig van Beethoven zumeist der dritte Satz einer Sonate oder Sinfonie. Es ging aus dem Menuett hervor, einem dreiteiligen Tanzsatz im 3/4-Takt, der in der Wiener Klassik, zum Beispiel bei Joseph Haydn und Wolfgang Amadeus Mozart, in Sonate bzw. Sinfonie integriert wurde und seinen Ursprung wiederum in höfischer Tanzmusik des Barock hat.
Eine Unterscheidung zwischen Menuett und Scherzo ist oft schwierig. So kehrte Haydn nach op. 33 wieder zum Begriff „Menuett“ zurück, obwohl die dritten Sätze in vielen seiner späten Sinfonien und mehr noch in den Streichquartetten op. 76 und 77 zum Teil reine Scherzi sind (oft mit der Tempobezeichnung Allegro oder Presto). Beethoven umging die Begriffsproblematik, indem er ab seiner mittleren Schaffensperiode oft gänzlich auf die Nennung der Begriffe „Menuett“ oder „Scherzo“ verzichtete (zum Beispiel in der 5. Sinfonie).
Ein Scherzo ist zumeist bewegt (schnell) und wird heiter und lebendig gespielt (Tempobezeichnungen in der Musik: Allegro, Vivace oder Presto). Zum Teil finden sich metrische „Verirrungen“, indem der 3/4-Takt zum Beispiel durch 2/4-Phrasen überlagert wird. Das übliche Formschema ist, wie im Menuett, Scherzo – Trio – Scherzo; schon Beethoven behandelt die Form aber ziemlich frei. In der Musik der Romantik treten oft weitere Mittelteile hinzu, so dass das Schema zum Beispiel A – B – A' – C – A" heißen kann.
Das Scherzo kann verschiedene Färbungen entwickeln: vom heiteren Tanzsatz bis hin zu dämonischer (Frédéric Chopin in seinen Beiträgen zur Gattung, Charles Valentin Alkan 'Scherzo diabolico'), schwirrend-schwebender (Felix Mendelssohn Bartholdy), kraftvoll-rustikaler (Anton Bruckner), melancholischer, grotesker (Gustav Mahler) oder tragikomischer (Dmitri Schostakowitsch) Atmosphäre.